# ゲソ法
ゲソ法（ゲソほう、フランス語: Loi Gayssot）は、1990年に成立したフランスの法律。

## 概説
正式名称は  LOI no 90-615 du 13 juillet 1990 tendant à réprimer tout acte raciste, antisémite ou xénophobe （人種差別，反ユダヤ主義その他の排外主義的行為を抑圧するための1990年7月13日法：90-615 号法）。日本語ではゲソー法、ゲッソ法 とも表記される。
フランス共産党所属の国民議会議員ジャン＝クロード・ゲソの法案提出により、1990年7月13日に成立した。すべての人種差別的、反ユダヤ主義的、外国人排斥的行為を抑制し、ホロコースト否認や人種差別的言動を禁止している。

## 関連文献
- 中井伊都子 「ゲッソ法事件」 『国際人権法学会報』 (9)、国際人権法学会、信山社、1998年6月